# Georges Alexandre Fischer
Pour les articles homonymes, voir Fischer.
Georges Alexandre Fischer, né à Paris le 21 novembre 1820 et mort à Brest le 1er juillet 1890, est un peintre français.

## Biographie
Formé à l'École des beaux-arts de Paris, élève de Paul Delaroche, Georges Alexandre Fischer puise son inspiration en Bretagne où il finit par s'installer définitivement. Il enseigne le dessin à l'École navale de Brest pendant plusieurs années jusqu'à sa mort,.
En 1870, il réalise des fresques pour la chapelle de Coadry en Scaër, inscrite depuis aux monuments historiques.

## Œuvres
- Le Conteur breton, musée des beaux-arts de Niort
- Le Départ pour le baptême en Bretagne, Salon de 1863[3], Bar-le-Duc, musée barrois.

## Élèves
- Emma Herland (1855-1947)